# 榮進特快
榮進特快（日語：エイシンドーバー），是美國出生的日本純種競賽馬匹。生涯活躍於短途一哩賽事，曾勝出京王盃春季盃及阪急盃。

## 出賽前
2002年5月15日出生於美國肯塔基州Columbiana牧場，所有權歸於母系馬主平井豐光，同時於成長途中被引入日本。
其後交由栗東訓練中心練馬師湯淺三郎訓練。

## 競賽生涯

### 2歲
2004年10月23日出戰京都競馬場2歲新馬戰，比賽途中保持於中團位置，但於直路上未能戰勝Bright Tomorrow取得第二。
其後出戰2歲未勝利戰，本次比賽採用先行戰術，在直路上瞬間透出並逐步加速，最終成功取得首勝。

### 3歲
2005年其主要以條件戰作為主軸，在3歲500萬獎金以下條件戰、戎橋特別及足立山特別分別取得第三、第二及第二後，隨即在都井岬特別、保津峽特別及獵户座錦標中斬獲一波三連勝並晉級公開賽組別。

### 4歲
2006年以京都金盃作為首戰，比賽途中處於中團位置下在最後彎道開始發力，於直路成功衝出並稍為加速，最終以第四名衝線。然而經過賽後的審議，榮進特快被指於直路上妨礙開心笑及名將金像的路線，最終被貶至第十二名。
2月4日以小倉大賞典作為目標，本次比賽繼續採取先行戰術於第五左右的位置徐徐進發，於最後彎道開始加速迫近前方賽駒。進入直路後，其於中檔以不俗的反應嚮應指揮上前，但始終無法對目白健兒造成足夠的威脅，最終被對手以1/2馬位差距擊敗。
其後於中京紀念及新潟大賞典均未能發揮優秀表現，分別以第四及第五完賽，6月挑戰一級賽安田紀念更以第十二大敗。
休養過後於12月復出出戰條件戰金馬鞭盃，採取先行策略下逐步推進，在直路上現役優秀的走勢透出，最終以頸位壓贏對手取得時隔1年的勝利，同時亦為騎師韋紀力帶來在日的首場頭馬。

### 5歲
2007年繼續以京都金盃作為首戰，然而於中後方位置等待時機下在直路上未能完全縮窄和前方的距離，最終敗於領放馬礦物奇趣取得第二。
2月3日出戰小倉大賞典，比賽初段搶佔先頭第二的位置，於比賽途中逐步墮後等待時機。進入直路後，其由第六左右的位置逐步上前並一度取得領先，但最終被衝出的Asaka Defeat超越得第二。
其後出戰阪急盃，維持於第五、六左右的位置下在最後直路開始發力衝刺，並進入望空的位置。進入直路後，其繼續於所在位置展開加速並和Precise Machine展開激烈的纏鬥，最終和對手同時衝線下被評定為平頭冠軍，取得首個分級賽優勝，同時亦為3日後即將退休的練馬師湯淺三郎帶來最後一個分級賽冠軍。
2月28日，由於湯淺正式到達退休年齡，其被送往同為栗東訓練中心的小崎憲馬房。
4月14日出戰轉廄後讀首戰讀賣盃，但於直路未有大太衝勢下僅跑獲第七。
其後出戰京王盃春季盃，選擇於中團位置推進下在最後彎道稍為發力取位，進入直路後隨即進入狀態加速衝刺，最終轟出後600米34.0秒的末腳速度下蠶食前方所有對手，同時亦壓制附近的奔逃，以頸位優勢取勝並為練馬師小崎帶來首個分級賽冠軍，同時亦以1分20.0秒的完賽時間打破紀錄。
6月以安田紀念作為大目標，雖然比賽途中一直於中後方維持穩定的節奏等待時機，但於直路上未有過於明顯的加速，最終僅以第六完賽。
進入秋季後其選擇直走一哩冠軍賽，然而於比賽途中重覆安田紀念時的情況，在直路上未能成功有中後方位置上前，最終以第七落敗。
年末出戰短途賽事阪神盃，比賽初段維持於先頭位置穩步推進，進入直路後繼續以不俗的走勢上前壓迫對手，可惜於最後關頭的混戰中未能脱穎而出，最終只能和桂冠戰士跑獲一席平頭殿軍。

### 6歲
2008年連續第三年以京都金盃作為首戰，但於其中以第七落敗。
3月2日嘗試挑戰1800米賽事中山紀念，比賽初段處於中團位置下在第三彎道開端變速上前，雖然於直路上一度透出，但最終仍然不敵結伴行取得第二。
4月19日出戰讀賣盃，本次比賽保持於約莫第十的位置逐步推進，於直路上稍為加速下由後方位置衝前，最終未能超越結伴行及西野掌珠下取得第三。
其後安在計劃出戰安田紀念，本次比賽採用居中戰術，維持於第七左右的好位逐步推進。進入直路後，其於中檔位置望空展開衝刺，但始終無法迫近前方進入爭奪狀態的伏特加及好利威，最終再度取得第三。
進入秋季後，其以富士錦標作為熱身戰，雖然於比賽一直處於有遮擋的狀態等待時機，但於直路上仍然無法發揮實力，最終取得第四的戰績。
其後表現進一步下滑，於正賽一哩冠軍賽中以第十六大敗，年末以阪神盃作為收官之戰亦取得第十五。

### 7歲
2009年大部份時間均處於休養狀態，10月於富士錦標中復出但以第十六慘敗，賽後再度進入休養。

### 8歲
2010年首戰為金鯱賞，雖然於比賽途中維持有利位置，但於直路上毫無衝勢下跑獲第十。
其後於其他賽事亦未有優秀表現，最佳戰績為札幌紀念的第八。
9月20日於榆樹錦標取得第十二後，陣營決定安排其退役。

### 詳細賽績
| 日期       | 舉辦國家 | 馬場 | 距離   | 級別   | 賽事名稱         | 負重 | 騎師     | 馬號 | 出馬 | 名次 | 時間   | 頭馬（二馬）           |
| ---------- | -------- | ---- | ------ | ------ | ---------------- | ---- | -------- | ---- | ---- | ---- | ------ | ---------------------- |
| 23/10/2004 | 日本     | 京都 | 草1400 |        | 2歲新馬          | 55   | 幸英明   | 11   | 15   | 2    | 1:23.4 | Bright Tomorrow        |
| 20/11/2004 | 日本     | 京都 | 草1400 |        | 2歲未勝利        | 55   | 幸英明   | 5    | 12   | 1    | 1:23.3 | （Maruka Rascal）      |
| 21/4/2005  | 日本     | 中京 | 草1200 |        | 3歲500萬獎金以下 | 56   | 幸英明   | 12   | 17   | 3    | 1:08.5 | Mach Jukun             |
| 19/6/2005  | 日本     | 阪神 | 草1600 |        | 戎橋特別         | 54   | 幸英明   | 1    | 10   | 2    | 1:35.2 | Lord Ultima            |
| 16/7/2005  | 日本     | 小倉 | 草1800 |        | 足立山特別       | 54   | 幸英明   | 6    | 10   | 2    | 1:47.4 | Mayano Gracie          |
| 31/7/2005  | 日本     | 小倉 | 草1800 |        | 都井岬特別       | 54   | 幸英明   | 8    | 8    | 1    | 1:49.4 | （Nangoku Raiden）     |
| 30/10/2005 | 日本     | 京都 | 草1600 |        | 保津峡特別       | 55   | 藤岡佑介 | 10   | 13   | 1    | 1:34.3 | （Towa Crystal）       |
| 18/12/2005 | 日本     | 阪神 | 草2000 |        | 獵戶座錦標       | 56   | 藤岡佑介 | 11   | 12   | 1    | 2:04.3 | （Daitaku Albin）      |
| 5/1/2006   | 日本     | 京都 | 草1600 | GIII   | 京都金盃         | 53   | 川島信二 | 9    | 16   | 12   | 1:34.0 | Big Planet             |
| 4/2/2006   | 日本     | 小倉 | 草1800 | GIII   | 小倉大賞典       | 54   | 藤岡佑介 | 12   | 16   | 2    | 1:47.3 | 目白健兒               |
| 5/3/2006   | 日本     | 中京 | 草2000 | GIII   | 中京紀念         | 55   | 藤岡佑介 | 2    | 13   | 4    | 1:58.6 | Machikane Aura         |
| 6/5/2006   | 日本     | 新潟 | 草2000 | GIII   | 新潟大賞典       | 55   | 藤岡佑介 | 10   | 16   | 5    | 1:59.6 | 大隅草駒               |
| 4/6/2006   | 日本     | 東京 | 草1600 | GI     | 安田紀念         | 58   | 蛯名正義 | 13   | 18   | 12   | 1:33.9 | 牛精福星               |
| 3/12/2006  | 日本     | 阪神 | 草1600 |        | 金馬鞭盃         | 58   | 韋紀力   | 9    | 14   | 1    | 1:34.1 | （Blumenblatt）        |
| 6/1/2007   | 日本     | 京都 | 草1600 | GIII   | 京都金盃         | 55   | 蛯名正義 | 7    | 16   | 2    | 1:34.1 | 礦物奇趣               |
| 3/2/2007   | 日本     | 小倉 | 草1800 | JpnIII | 小倉大賞典       | 56   | 蛯名正義 | 5    | 15   | 2    | 1:47.0 | Asaka Defeat           |
| 25/2/2007  | 日本     | 阪神 | 草1400 | GIII   | 阪急盃           | 56   | 幸英明   | 5    | 16   | 1    | 1:20.5 | （Precise Machine）[a] |
| 14/4/2007  | 日本     | 阪神 | 草1600 | GII    | 讀賣盃           | 57   | 幸英明   | 14   | 15   | 7    | 1:33.1 | 金剛力王               |
| 12/5/2007  | 日本     | 東京 | 草1400 | GII    | 京王盃春季盃     | 57   | 福永祐一 | 8    | 18   | 1    | 1:20.0 | （奔逃）               |
| 3/6/2007   | 日本     | 東京 | 草1600 | GI     | 安田紀念         | 58   | 福永祐一 | 10   | 18   | 6    | 1:32.8 | 大和主將               |
| 18/11/2007 | 日本     | 京都 | 草1600 | GI     | 一哩冠軍賽       | 57   | 李慕華   | 2    | 18   | 7    | 1:33.4 | 大和主將               |
| 16/12/2007 | 日本     | 阪神 | 草1400 | JpnII  | 阪神盃           | 57   | 福永祐一 | 7    | 18   | 4    | 1:20.8 | 鈴鹿鳳凰               |
| 5/1/2008   | 日本     | 京都 | 草1600 | GIII   | 京都金盃         | 58   | 藤岡佑介 | 6    | 16   | 7    | 1:34.2 | 榮進代表               |
| 2/3/2008   | 日本     | 中山 | 草1800 | GII    | 中山紀念         | 58   | 蛯名正義 | 16   | 16   | 2    | 1:47.6 | 結伴行                 |
| 19/4/2008  | 日本     | 阪神 | 草1600 | GII    | 讀賣盃           | 58   | 福永祐一 | 6    | 15   | 3    | 1:33.7 | 結伴行                 |
| 8/6/2008   | 日本     | 東京 | 草1600 | GI     | 安田紀念         | 58   | 福永祐一 | 3    | 18   | 3    | 1:33.4 | 伏特加                 |
| 25/10/2008 | 日本     | 東京 | 草1600 | GIII   | 富士錦標         | 57   | 內田博幸 | 3    | 18   | 4    | 1:33.0 | Silent Pride           |
| 23/11/2008 | 日本     | 京都 | 草1600 | GI     | 一哩冠軍賽       | 57   | 內田博幸 | 18   | 18   | 16   | 1:33.4 | Blumenblatt            |
| 21/12/2008 | 日本     | 阪神 | 草1400 | JpnII  | 阪神盃           | 57   | 杜滿萊   | 12   | 18   | 15   | 1:22.9 | 丸河鳳凰               |
| 24/10/2009 | 日本     | 東京 | 草1600 | GIII   | 富士錦標         | 57   | 三浦皇成 | 5    | 18   | 16   | 1:34.1 | 絕頂良駒               |
| 29/5/2010  | 日本     | 京都 | 草2000 | GII    | 金鯱賞           | 57   | 藤岡佑介 | 3    | 14   | 10   | 2:00.9 | 熱誠真摯               |
| 25/7/2010  | 日本     | 函館 | 草2000 | GIII   | 函館紀念         | 57   | 柴山雄一 | 1    | 16   | 11   | 1:59.4 | Meiner Starry          |
| 22/8/2010  | 日本     | 札幌 | 草2000 | GII    | 札幌紀念         | 57   | 藤岡佑介 | 14   | 16   | 8    | 2:00.2 | 熱誠真摯               |
| 20/9/2010  | 日本     | 札幌 | 泥1700 | GIII   | 榆樹錦標         | 57   | 柴山雄一 | 3    | 13   | 12   | 1:46.7 | Courir Passion         |

a 其和此賽駒爲平頭冠軍

## 退役後
退役後，榮進特快並未入種，而是於愛知縣日進市愛知牧場休養，在2011年作為乘騎馬使用。
其後被轉移至愛知縣名古屋市千種區名古屋大學，作為馬術部的乘騎馬，同時亦有出戰馬術賽事。
2019年，其被送往山梨縣的一個牧場進行養老生活。

## 血統簡介
父系勝利奔馳為加拿大生產的美國賽駒，生涯戰績優秀，曾勝出貝蒙錦標及韋特尼讓賽。祖父Cryptoclearance為美國賽駒，生涯戰績彪炳，曾勝出多恩讓賽、佛羅里達州打吡、飛馬讓賽及韋德納讓賽四項一級賽，亦曾七次於一級賽中跑獲亞軍。
母系Eishin Georgia為美國生產的日本賽駒，生涯十戰全敗，退役後返回美國作為繁殖雌馬使用。外祖父Kris S.爲美國賽駒，生涯僅出戰五場賽事並勝出其中三場，但未有任何分級賽優勝紀錄。

### 血統表
| 父線：Fappiano系（淘金者系）           |                                  |                |                 |
| 種馬 勝利奔馳 1995年（棗色）           | Cryptoclearance 1984年（深棗色） | Fappiano       | 淘金者          |
| 種馬 勝利奔馳 1995年（棗色）           | Cryptoclearance 1984年（深棗色） | Fappiano       | Killaloe        |
| 種馬 勝利奔馳 1995年（棗色）           | Cryptoclearance 1984年（深棗色） | Naval Orange   | Hoist the Flag  |
| 種馬 勝利奔馳 1995年（棗色）           | Cryptoclearance 1984年（深棗色） | Naval Orange   | Mock Orange     |
| 種馬 勝利奔馳 1995年（棗色）           | Victorious Lil 1989年（棗色）    | Vice Regent    | 北地舞人        |
| 種馬 勝利奔馳 1995年（棗色）           | Victorious Lil 1989年（棗色）    | Vice Regent    | Victoria Regina |
| 種馬 勝利奔馳 1995年（棗色）           | Victorious Lil 1989年（棗色）    | Glass Hourse   | Halo            |
| 種馬 勝利奔馳 1995年（棗色）           | Victorious Lil 1989年（棗色）    | Glass Hourse   | Glass Collector |
| 繁殖雌馬 Eishin Georgia 1991年（棗色） | Kris S. 1977年（深棗色）         | 雷弼圖         | Hail to Reason  |
| 繁殖雌馬 Eishin Georgia 1991年（棗色） | Kris S. 1977年（深棗色）         | 雷弼圖         | Bramalea        |
| 繁殖雌馬 Eishin Georgia 1991年（棗色） | Kris S. 1977年（深棗色）         | Sharp Queen    | Princequillo    |
| 繁殖雌馬 Eishin Georgia 1991年（棗色） | Kris S. 1977年（深棗色）         | Sharp Queen    | Bridgework      |
| 繁殖雌馬 Eishin Georgia 1991年（棗色） | Untamed Spirit 1997年（栗色）    | Groshawk       | Graustark       |
| 繁殖雌馬 Eishin Georgia 1991年（棗色） | Untamed Spirit 1997年（栗色）    | Groshawk       | Songster        |
| 繁殖雌馬 Eishin Georgia 1991年（棗色） | Untamed Spirit 1997年（栗色）    | Turbulent Miss | Petare          |
| 繁殖雌馬 Eishin Georgia 1991年（棗色） | Untamed Spirit 1997年（栗色）    | Turbulent Miss | Behaving Deby   |
| 雌系：號族：8-c                        |                                  |                |                 |
| 五代內近親交配：Hail to Reason 5×4     |                                  |                |                 |

## 命名由來
名字中，Eishin（エイシン）為馬主平井豐光之冠名，出自其所經營的玩具公司榮進堂，Dover（ドーバー）則出自英倫海峽最狹窄的部分：多佛海峽，香港採音譯，翻譯為「特快」。

## 外部連結
- 榮進特快 netkeiba.com （页面存档备份，存于）
- 血統表 （页面存档备份，存于）